# Boeing CH-47 Chinook
Boeing CH-47 Chinook je americký střední transportní vrtulník s tandemovým uspořádáním dvou nosných rotorů. Je přímým pokračovatelem známého typu CH-46D Sea Knight. První prototyp vzlétl 21. září roku 1961 a první sériově vyráběné vrtulníky byly dodány koncem roku 1965.
Při maximální rychlosti 315 km/h byl rychlejší než moderní víceúčelové a útočné vrtulníky 60. let. Je jedním z mála letadel té doby jako např. Lockheed C-130 Hercules nebo Bell UH-1 Iroquois, která jsou stále ve výrobě a v první linii. Dosud bylo vyrobeno přes 1200 kusů. Jeho hlavní rolí je přesun skupin vojáků, dělostřelectva a doplňování zásob na bojišti. Má širokou nakládací rampu v zadní části trupu a tři vnější nákladní háky. Stroje se poprvé účastnily bojů ve vietnamské válce roku 1966.
Během času byly vyráběny typy CH-47A, CH-47B a CH-47C. Tyto stroje byly v 80. letech modernizovány na typ CH-47D, který má silnější motory a moderní vybavení. Kromě těchto vrtulníků byl vyráběn ještě typ pro speciální akce a civilní verze Model 234.

## Varianty

### CH-47A

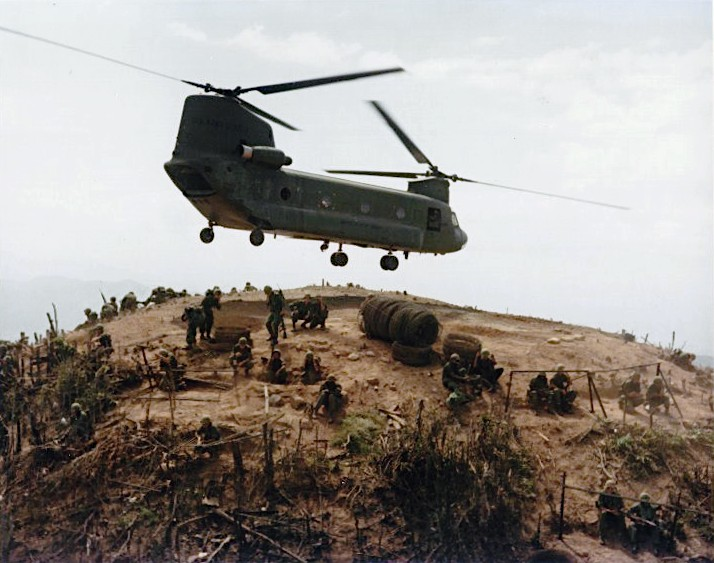
Americké jednotky a CH-47 Chinook ve Vietnamu, 1967

Byl založen na prototypu vrtulníku Boeing Vertol YCH-1B/YCH-47A, který měl první let dne 21. září 1961. CH-47A Chinook byl schopen operovat za všech povětrnostních podmínek při střední nosnosti vrtulníku, který byl poprvé představen v službě během Vietnamské války v roce 1966. Pohonná jednotka vrtulníku byla sestavena ze dvou motorů AlliedSignal T55-L-5, každý o výkonu 2 200 koní (1 640  kW) nebo T55-L-7 o výkonu 2 650 koní (1 980  kW).

### CH-47B
Vrtulník je poháněný dvěma motory AlliedSignal T55-L-7C, každý o výkonu 2850 koní (2130 kW) a rekonstruovaným trupem, který se vyznačuje menším odporem vzduchu a také upravenými listy rotorů. Byl standardním transportním vrtulníkem během Vietnamské války, vyzbrojený třemi kulomety M60D (dva v bočních dveřích a jeden na zadní rampě). Některé exempláře byly používány k přepravě pum a k vypouštění napalmu na stanoviště Vietkongu. Vrtulník CH-47 mohl být vybaven hákem a jeřábem, který umožňoval přenos nákladu pod trupem a často byl používán k vyprošťování sestřelených letadel nebo vrtulníků.

### CH-47C

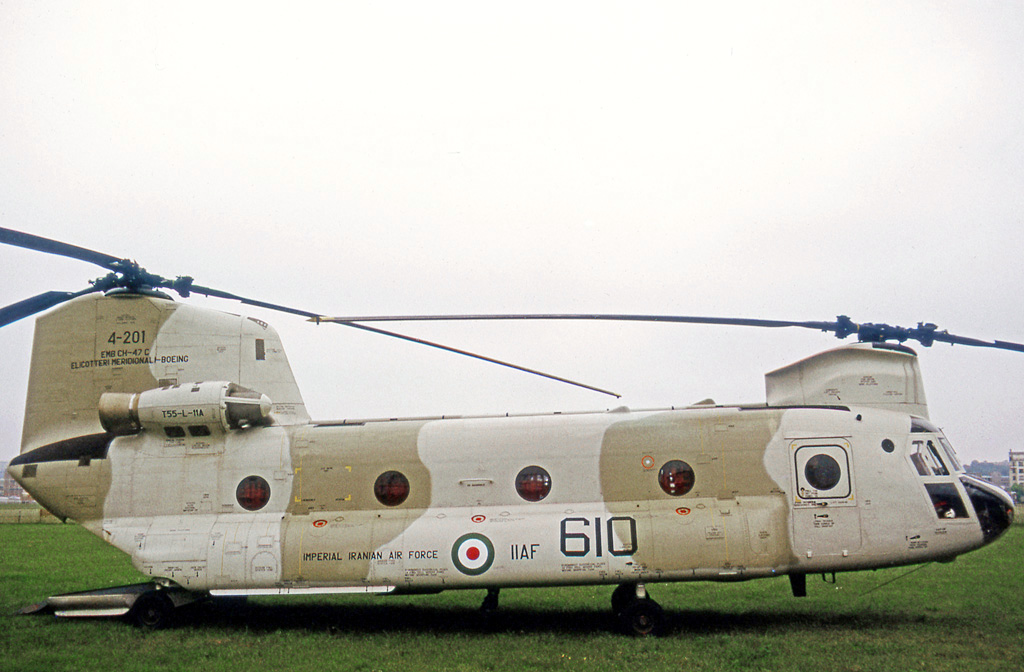
CH-47C ve Francii před dodáním do Íránu, 1971

Vrtulník se zesíleným reduktorem a pohonnou jednotkou motory AlliedSignal T55-L-11C, každý o výkonu 3750 koní (2 800 kW) a také se zvýšeným provozním rozsahem. CH-47C mohl nést 44 vojáků nebo 24 raněných, včetně dvou lékařů. V užívání je od roku 1980 jako vrtulník Chinook HC.1 Royal Air Force, který je ekvivalentem CH-47C.
Pozdější verze Super-C byla vybavena ještě silnějšími motory Lycoming T55-L-712 a také novými širšími listy rotorů, které byly vyrobeny ze skelných vláken.

### CH-47D

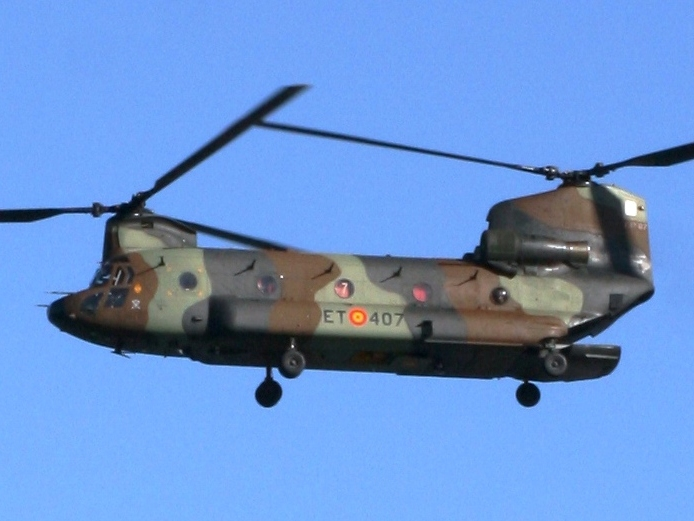
CH-47D španělské armády, 2009

Konstrukčně zesílená verze nejprve s motory T55-GA-712, později T55-GA-714 schopná přenášet nebo nést těžká břemena na třech hácích umístěných pod trupem. V civilních verzích je schopen přenášet stavební stroje nebo 12metrové kontejnery při rychlosti 250 km/h. V podpůrných misích pěchoty byl nejčastěji používán k přepravě houfnice M198 spolu se 30 náboji a 11člennou obsluhou. Vrtulník je vybaven moderní avionikou včetně GPS přijímače.
Vrtulník CH-47D sehrál významnou roli během operací v Iráku a Afghánistánu, kde převážel vojáky a zásoby. Během operací v Afghánistánu byl provozován v horách ve výškách ohraničujících použití transportního vrtulníku americké armády Sikorsky UH-60 Black Hawk. Obvykle je CH-47 vysílaný v bojových letech spolu s vrtulníky AH-64 Apache.
Vrtulníky používané Royal Air Force Chinook HC.2 a Chinook HC.2A jsou ekvivalentní k CH-47D.

### CH-47F

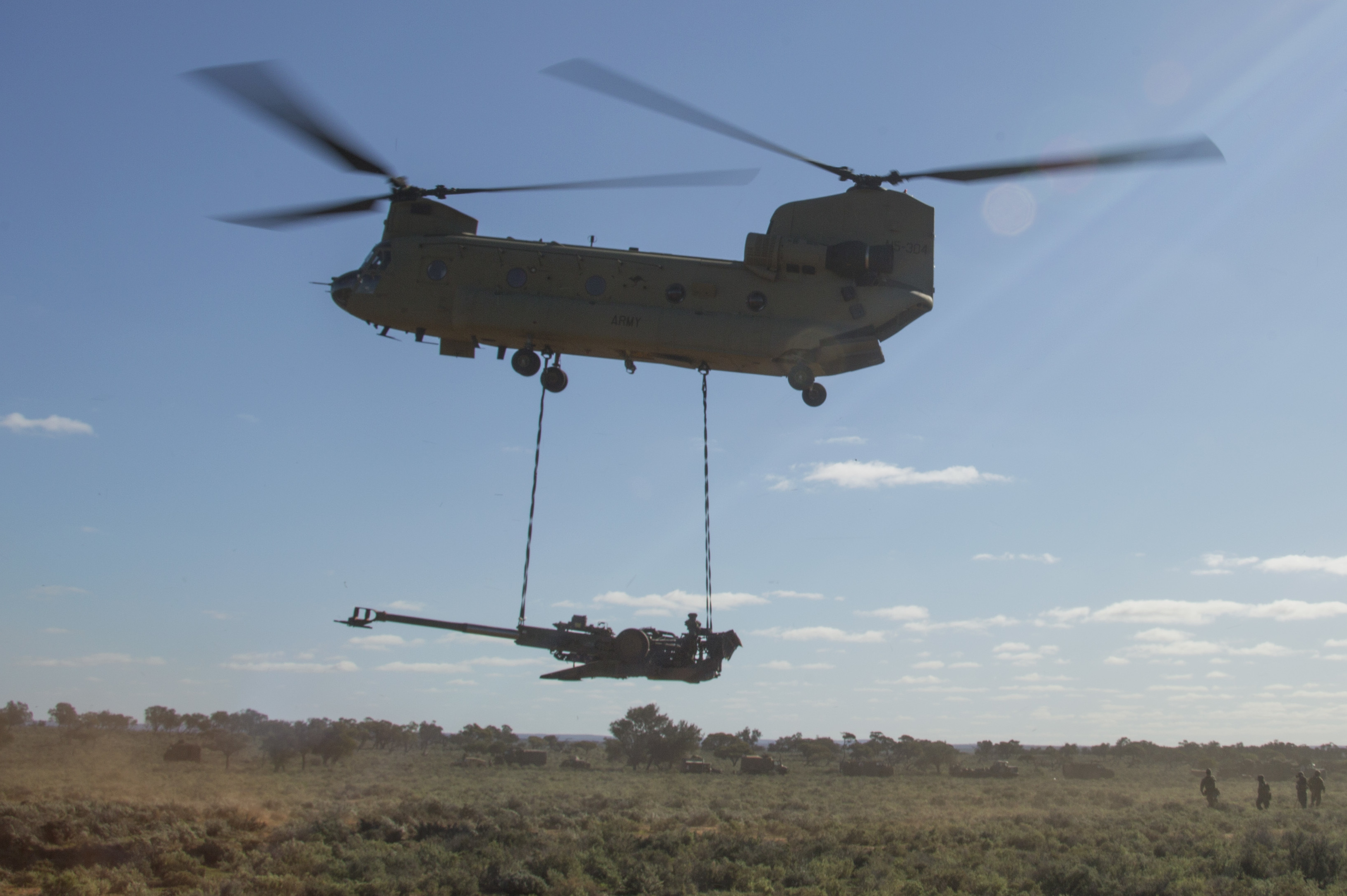
CH-47F vojskového letectva Australské armády při přepravě 155mm houfnice M777.

Zmodernizovaná verze modelu CH-47D, která poprvé vzlétla v roce 2001. První produkční model vzlétl dne 15. června 2006 a jeho první let se uskutečnil dne 23. října 2006. CH-47F je navržen tak, aby prodloužil životnost třídy Chinook až do roku 2030. Tyto vrtulníky mají mezi lety 2014-2017 postupně nahrazovat šest modelů CH-47D Australské armády.

### MH-47
Verze pro speciální síly s možností tankování během letu, rychlým navijákem a dalšími vylepšeními.

## Specifikace (CH-47D)

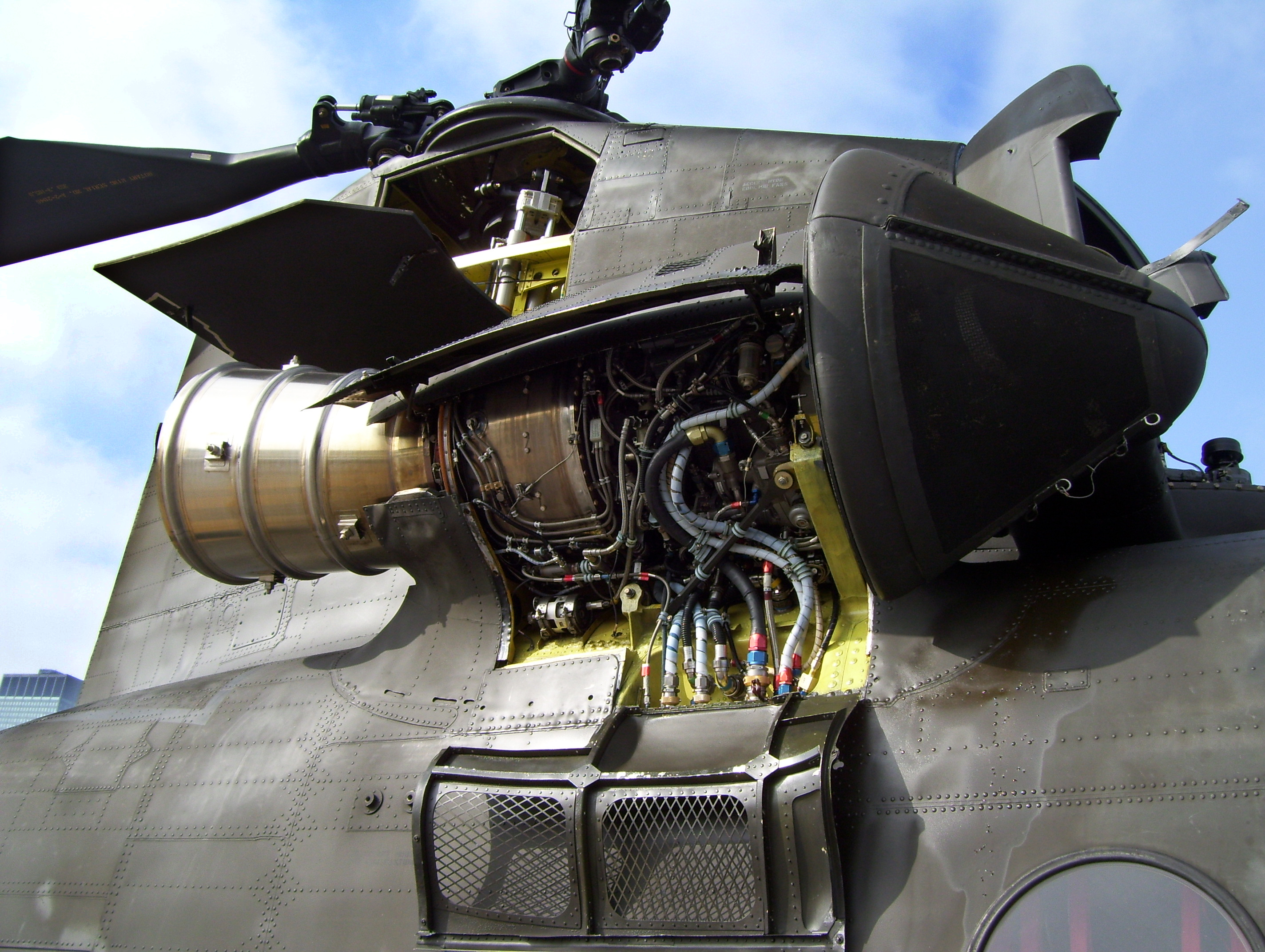
Turbohřídelový motor Lycoming T55-GA-712 v zadní části vrtulníku CH-47

Zdroj:

### Hlavní charakteristiky
- Posádka: 3 (pilot, druhý pilot, palubní inženýr)
- Kapacita osob:
  - 33 až 55 vojáků nebo
  - 24 polních nosítek se 3 členy obsluhy nebo
  - 12 700 kg nákladu
- Délka: 30,1 m
- Průměr rotoru: 18,3 m
- Výška: 5,7 m
- Plocha rotoru: 260 m2
- Hmotnost prázdného stroje: 10 185 kg
- Vzletová hmotnost: 12 100 kg
- Maximální vzletová hmotnost: 22 680 kg
- Pohonná jednotka: 2× turbohřídelový motor Lycoming T55-GA-712, každý o výkonu 3 750 koní (2796 kW)

### Výkony
- Maximální rychlost: 315 km/h
- Cestovní rychlost: 220 km/h
- Dolet: 741 km
- Přeletový dolet: 2 252 km
- Dostup: 5640 m
- Stoupavost: 10,1 m/s
- Výkon/Hmotnost: 460 W/kg

### Výzbroj
- střední kulomety (1 na nakládací rampě, 2 na horních oknech), obvykle kulomety ráže 7,62 M240/FN MAG

## Uživatelé
Argentina, Austrálie, Egypt, Indie, Írán, Itálie, Japonsko, Jižní Korea, Kanada, Libye, Maroko, Nizozemsko, Tchaj-wan, Řecko, Singapur, Španělsko, Thajsko, USA, Velká Británie, Vietnam.

### Potenciální uživatelé
Česká republika uvažuje o nákupu CH-47 jako náhradu za Mil Mi-17/171.

### Uživatelé civilní verze
Čína, Ekvádor, Kanada, Kolumbie, Norsko, Tchaj-wan, Velká Británie.